# Guy Mariano
Guy Mariano (* 29. März 1976 in Burbank, Kalifornien, USA) ist ein professioneller Skateboard-Fahrer, der als einer der wenigen Fahrer seit den späten 80er Jahren bis heute sehr erfolgreich ist.

## Leben
Mariano hatte 1989 einen ersten medialen Auftritt als Amateur-Teammitglied der Bones Brigade im Skateboard-Video Ban This der Firma Powell&Peralta. 1991 wurde im Alter von 14 Jahren mit seinem progressiven Skating in Video Days seines Sponsors Blind Skateboards weltberühmt, da letzteres wegbereitend für das moderne Street-Skating war.
Nach einem Sponsor-Wechsel zu Girl Skateboards vernachlässigte Mariano das Skating und ließ sich nur noch wenig filmen. Als Resultat bekam er 1993 keinen eigenen Part mehr im ersten Video des Teams, Goldfish. Motiviert, wieder einen vollwertigen Auftritt im nächsten Video zu bekommen, konzentrierte er sich daraufhin wieder mehr auf sein Skateboarding.
1996 folgte dann überraschend ein Auftritt im Skate-Video Mouse von Girl Skateboards, der von Medien und Publikum wohlwollend aufgenommen wurde. Dieser Part wird allgemein als sein erstes Comeback bezeichnet.
1997 gründete er mit seinem Team-Kollegen Rudy Johnson die Skateboard-Achsen Firma Royal.
In den darauf folgenden Jahren zog er sich wegen aufkeimender Drogenprobleme immer mehr vom aktiven Skateboarden zurück. Alkohol, Crack und Heroin dominierten sein Leben.
Nach einer erfolgreichen Kur in einer Entziehungs-Klinik begann er 2005 wieder aktiv als Profi-Skater zu fahren.
2007 gelang ihm ein zweites Comeback im Video Fully Flared der Skateboard-Schuh Firma Lakai.
Er gewann für seinen Auftritt drei Transworld Skateboarding Awards: Best Video Part, Best Street Skater, sowie den Leser Preis.
Das Vice Magazine drehte 2009 eine 100-minütige Dokumentation über Marianos Leben.

## Referenzen
- Thrasher Magazine, 14 Seiten Artikel mit Guy Mariano, November 2005
- Telefon Interview Transworld SKATEboarding, Februar 2007
- Lakai Skateboard Video Fully Flared, 2007